# Hannah Cain
Hannah Cain (Arksey, 11 februari 1999) is een voetbalspeelster uit Wales. Ze speelt als aanvaller voor Leicester City in de Super League.

## Clubcarrière
Cain begon haar profcarrière bij Sheffield United. Vanaf 2016 was ze onderdeel van de hoofdmacht actief in de Championship. In oktober 2016 won ze de prijs voor 'toekomstige ster' tijdens een sportgala in Sheffield. Na de degradatie naar de National League door het niet voldoen aan de licentie-eisen, liet Cain Sheffield achter zich. In haar laatste seizoen werd ze door de fans uitgeroepen tot 'speelster van het seizoen'.
Cain tekende in juli 2018 haar eerste profcontract bij Everton FC. Ze maakte haar debuut voor The Toffees als invalster tegen Manchester City. Cain maakte haar eerste doelpunt voor de club in een wedstrijd tegen Reading FC in november 2018. Op 27 mei 2020 liet Cain Everton achter zich na het aflopen van haar contract.
Cain ging een nieuw dienstverband aan bij Leicester City. Op 4 november 2021 liep ze tegen een kruisbandblessure aan, waarna een lange revalidatieperiode begon. Op 17 februari 2023 werd ze genomineerd voor de prijs 'doelpunt van de maand' voor haar doelpunt tegen Liverpool. Ze tekende op 14 juli 2023 een nieuw langdurig contract bij Leicester City.

## Statistieken
| Seizoen | Club             | Land     | Competitie   | Wedstrijden | Doelpunten |
| ------- | ---------------- | -------- | ------------ | ----------- | ---------- |
| 2016    | Sheffield United | Engeland | Championship | 8           | 2          |
| 2017    | Sheffield United | Engeland | Championship | 9           | 1          |
| 2017/18 | Sheffield United | Engeland | Championship | 13          | 5          |
| 2018/19 | Everton FC       | Engeland | Championship | 13          | 2          |
| 2019/20 | Everton FC       | Engeland | Championship | 13          | 0          |
| 2020/21 | Leicester City   | Engeland | Championship | 9           | 3          |
| 2021/22 | Leicester City   | Engeland | Super League | 4           | 0          |
| 2022/23 | Leicester City   | Engeland | Super League | 14          | 2          |
| 2023/24 | Leicester City   | Engeland | Super League | 8           | 0          |
| 2024/25 | Leicester City   | Engeland | Super League | 16          | 3          |
| Totaal  | Totaal           | Totaal   | Totaal       | '107        | 11         |

Laatste update: 25 juni 2025

## Interlandcarrière
Als jeugdinternational kwam Cain zowel voor Engelse als Welshe jeugdelftallen uit. In september 2021 besloot ze definitief voor een Welshe interlandcarrière te gaan. Cain werd opgeroepen voor wedstrijden in de kwalificatiereeks voor het WK 2023.
Cain maakte haar debuut als international voor Wales op 26 oktober 2021 in een wedstrijd tegen Estland.
Cain maakte onderdeel uit van de Welshe selectie dat een tweede plaats behaalde op de Pinatar Cup in 2023.
In juni 2025 werd Cain opgenomen in de Welshe selectie voor op het EK 2025 in Zwitserland.